# نیروگاه هسته‌ای توماری
نیروگاه هسته‌ای توماری (به لاتین: Tomari Nuclear Power Plant) یک نیروگاه هسته‌ای در ژاپن است که در توماری، هوکایدو واقع شده‌است.